# 서학
서학(西學)은 18세기 서양의 과학기술과 문화 사상, 종교가 조선에 전파되는 것을 뜻한다. 천주학이라 일컫기도 한다.

## 같이 보기
- 북학
- 동학
- 성리학
- 실학
- 난학